# Église Notre-Dame-du-Rosaire de Saint-Louis
Pour les articles homonymes, voir Église Notre-Dame-du-Rosaire.
L'église Notre-Dame-du-Rosaire de Saint-Louis est une église catholique de l'île de La Réunion, département d'outre-mer français dans le sud-ouest de l'océan Indien. 
Les travaux de construction de l'église ont débuté au début du XXe siècle, la tour du clocher fut terminée en 1937.
Sur la place située à l'avant de l'église on trouve deux monuments aux morts, l'un construit après la Grande Guerre (1914-1918), l'autre en hommage aux morts de la Seconde Guerre mondiale et des guerres postérieures.  
Située place de l'Église à la Rivière-Saint-Louis, à Saint-Louis, elle fait l'objet d'une inscription aux Monuments historiques depuis le 14 août 2000,.